# دانيال أنغرام
دانيال أنغرام هو ملحن وكاتب أغاني كندي ولد في يوم 13 يونيو 1975 شارك في تلحين أكثر من 200 أغنية.

## روابط خارجية
- دانيال أنغرام على موقع IMDb (الإنجليزية)
- دانيال أنغرام على موقع ميوزك برينز (الإنجليزية)
- دانيال أنغرام على موقع أول موفي (الإنجليزية)
- دانيال أنغرام على موقع أول ميوزيك (الإنجليزية)
- دانيال أنغرام على موقع ديسكوغز (الإنجليزية)
- دانيال أنغرام على موقع قاعدة بيانات الفيلم (الإنجليزية)